# Desa Sindangkerta (administrativ by i Indonesien, Jawa Barat, lat -6,98, long 107,41)
Desa Sindangkerta är en administrativ by i Indonesien.   Den ligger i provinsen Jawa Barat, i den västra delen av landet, 110 km sydost om huvudstaden Jakarta.